# Slitrig Water
Slitrig Water ist ein rechter Nebenfluss des River Teviot in der schottischen Council Area Scottish Borders.

## Verlauf
Der Fluss entsteht durch den Zusammenfluss von Leap Burn und Flosh Burn am Westrand des Wauchope Forest. Historisch durchfloss er die Grafschaft Roxburghshire, die in den Scottish Borders aufgegangen ist. Nach einem Lauf von 11,56 Kilometern ergießt sich das Slitrig Water im Zentrum von Hawick von rechts in den River Teviot.
Das Slitrig Water folgt einer nordwestlichen bis nördlichen Richtung. Es weist ein hohes mittleres Gefälle auf, woraus seine hohe Fließgeschwindigkeit resultiert. Sein Tal ist häufig eng und steil, wobei das Slitrig Water jedoch auch flache Ufergebiete besitzt. Sein Bett ist steinig.

## Umgebung
Das Slitrig Water durchfließt eine dünnbesiedelte Region der Scottish Borders. Entlang seines Laufs befinden sich keine nennenswerten Siedlungen. Mit seinem Mündungsort Hawick erreicht es die einzige Stadt entlang des Laufs. Über weite Strecken folgt die B6399 dem Slitrig Water und quert es dreimal. Ebenso folgt die Waverley Line dem Lauf des Slitrig Waters.
Auf den Hügelkuppen entlang seines Tals wurden die Überreste dreier Hillforts, Denholm Hill Fort, Blakebillend Fort und Pleaknowe Fort, freigelegt, die eine historische Besiedlung belegen. In einem Mäander des Slitrig Waters liegt das Herrenhaus Stobs Castle. Ein Zufahrtsweg zu dem Herrenhaus überspannt das Slitrig Water mit einer neogotischen Brücke. Neben der Kirkwynd Bridge und der Crowbyres Bridge ist sie eine von drei denkmalgeschützten Brücken über das Slitrig Water.
Aufgrund der Verfügbarkeit von Wasserkraft durch Teviot und Slitrig Water entwickelte sich Hawick zu einem der bedeutendsten Textilstandorte in Schottland mit einem der höchsten Pro-Kopf-Einkommen. Heute ist noch die Tower Mill erhalten geblieben. In Schottland einzigartig, steht sie auf einer Brücke über das Slitrig Water. Sie besitzt außerdem das größte Wasserrad Südschottlands.